# My Blood (singel Twenty One Pilots)
My Blood (pol. Moja Krew) – piosenka amerykańskiego muzycznego duetu Twenty One Pilots, wydana 27 sierpnia 2018 roku jako czwarty singel promujący piąty album studyjny Trench, przez wytwórnię Fueled by Ramen.
Singiel w Polsce uzyskał status złotej płyty.

## O utworze
My Blood to indierockowy utwór z elementami funku. Charakterystyczna jest linia basu w tonacji As-dur i refren śpiewany falsetem. Tekst piosenki opowiada o lojalności wobec przyjaciela, nawet w sytuacji gdy wszyscy inni go opuścili.

## Wydanie
10-sekundowy fragment piosenki został zawarty na końcu reklamy albumu podczas MTV Video Music Awards 2018 20 sierpnia. 27 sierpnia 2018 roku użytkownik Twittera ujawnił całą piosenkę w niskiej jakości, po tym jak odkrył, że może ją odtworzyć na swoim Apple HomePodzie. Przeciek potwierdzono, gdy zespół udostępnił utwór w serwisach streamingowych oraz YouTube jeszcze tego samego dnia, jako czwarty singel albumu.

## Notowania
| Wykres (2018)                             | Pozycja |
| ----------------------------------------- | ------- |
| Grecja (IFPI)                             | 91      |
| Irlandia (IRMA)                           | 61      |
| Kanada (Canadian Hot 100)                 | 76      |
| Portugalia (AFP)                          | 96      |
| Stany Zjednoczone (Billboard Hot 100)     | 81      |
| Wielka Brytania (Official Charts Company) | 62      |